# ブランドフォード系
ブランドフォード系（ブランドフォードけい、Blandford line）は、馬（主にサラブレッド）の父系（父方の系図）の1つ。20世紀初頭のイギリスでリーディングサイアーとなったブランドフォード（Blandford 1919年生）を祖とするものである。

## 概要
ブランドフォードはその受胎率の低さにもかかわらず、1924年の供用開始から4頭のダービーステークス馬を出し、さらにイギリスやフランスでリーディングサイアーを獲得した名種牡馬であった。産駒らもまた種牡馬として成功し、その系統をヨーロッパのみならずアメリカ合衆国や日本などにも送り込んだ。日本で成功した種牡馬の代表格がプリメロ（Primero 1931年生）で、その子孫は1950年代まで大舞台に立ち続けた。
時代が進むとブランドフォードの血統は主流から外れていったが、バーラム系では、ドイツのモンズーンが大成功しており、ドイチェスダービーのSamumは独リーディングサイヤーに、シロッコはBCターフ、Protectionisはメルボルンカップ、ノヴェリストはキングジョージ6世&クイーンエリザベスSなどGIを4勝して日本に輸出された。
それ以外は南米ではアリシドンの子孫がFitzcarraldoを経て土着血統として残る。
例外的にマームードの子孫Milkieは、月毛（パルミノ）というサラブレッドでは珍しい毛色のため、乗馬用途で残っている。
2020年代のヨーロッパではモンズーン系が主に障害用種牡馬として人気がある。平地で活躍したMaxios、Vadamos、Getawayなども主に障害用途で供用され、毎年100～200頭を超える牝馬を集めている。

## 流れ
- ブランドフォード系
  - ブレニム系
    - マームード系
    - ドナテッロ系

  - ブラントーム系
  - バーラム系

## サイアーライン
- Darley Arabian 1700
  - Bartlet's Childers 1716
    - Squirt 1732
      - Marske 1750
        - Eclipse 1764　　　---←エクリプス系へ戻る
          - Potoooooooo 1773
            - Waxy 1790
              - Whalebone 1807
                - Sir Hercules 1826
                  - Birdcatcher 1833
                    - Oxford 1857
                      - Sterling 1868
                        - Isonomy 1875
                          - Isinglass 1890
                            - John o'Gaunt 1901
                              - Swynford 1907
                                - Blandford 1919　　　---↓ブランドフォード系（改行）

---↓ブランドフォード系---
- Blandford 1919
  - *アスフオード 1925
    - 方景 1934
      - グツドニユース 1943
      - アシヤガワ 1950
      - ホウセント 1950
      - センジユ 1956
        - ダイゴトウスイ 1964
          - ミクニノホマレ 1972

        - センジユスガタ 1965
        - ヨシノセンジュ 1967
        - イチトク 1970

  - Trigo 1926
  - Blenheim II 1927　　---→ブレニム系へ
  - Blue Skies 1927
  - Bulandshar 1929
  - *ステーツマン 1930
    - エステイツ 1937
    - イブキヤマ 1939
      - モリマツ 1949

    - ハルステーツ 1942

  - Badruddin 1931
    - Loliondo 1937

  - Brantome 1931　　---→ブラントーム系へ
  - *プリメロ 1931 → ヤマトナデシコ 1943
    - ロツクフオード 1938
      - ロツクホルト 1945
      - トヨタニ 1952

    - ミナミホマレ 1939
      - ツルギサン 1949
      - ゴールデンウエーブ 1951
      - キミトモ 1953
      - ダイゴホマレ 1955
      - カミホマレ 1957

    - カツイヅミ 1940
    - クリアヅマ 1941
      - オールダービー 1953

    - トビサクラ 1942
      - ハクチカラ 1953

    - アサフジ 1943
    - アヅマライ 1943
    - シマタカ 1944
      - カミサカエ 1952
      - コマヒカリ 1955
      - ダイニコトブキ 1955
      - イイグルオー 1957
      - タカフミリュウ 1957
      - コウシンダケ 1958
      - ハヤミナミ 1958
      - テライチ 1960

    - スズワカ 1944
    - カネフブキ 1946
    - タチカゼ 1946
    - トサミドリ 1946
      - シントサオー 1953
      - カツトシ 1955
      - トサオー 1955
      - コマツヒカリ 1956
      - ホマレボシ 1957
        - アオスター 1964

      - キタノオーザ 1957
      - トキミドリ 1957
      - マツカゼオー 1957
      - シンオンワード 1958
      - トサリュウ 1959
      - ヒロキミ 1959
      - オリオンホース 1960
      - ショウグン 1963
      - アシヤフジ 1964
        - ピンクラブリー 1980

    - ホウシユウ 1946
      - チヤンピオン 1955
      - コールキング 1957
      - タカライザン 1957
      - タカラガワ 1957
      - ヤタノオー 1960

    - クモノハナ 1947
      - マルキシオー 1953
      - タケホマレ 1955

    - クリノハナ 1949
      - クリペロ 1955
      - タカマガハラ 1957
      - クリベイ 1961

    - カネエイカン 1950
    - ハクリョウ 1950
      - シーザー 1957
      - クサナギ 1957
      - ヤマノオー 1959
      - ハンサムボーイ 1966

    - ヤシママンナ 1950
      - ヤシマフアースト 1956

    - ブラントータカヨシ 1951
    - ケゴン 1952
      - ミナトイチ 1959

    - オートネ 1953
    - ギンパイ 1953
    - ミネオー 1953
    - アズサ 1954
    - カツラシユウホウ 1955
      - グリントップ 1962

    - ダイサンコウジ 1955

  - Umidwar 1931
    - Ujiji 1939
    - Umballa 1939
      - Grand Pa 1950

    - Norseman 1940
      - Nordiste 1950
      - *モンタヴァル 1953→ナスノコトブキ 1963
        - ニホンピロエース 1963
        - モンタサン 1964

      - Adamastor 1959
      - *ルカンティリアン 1959

    - Anwar 1943
    - Eboo 1945
    - Umberto 1951

  - Windsor Lad 1931
    - Windsor Slipper 1939
      - Lucky Bag 1944
      - Solar Slipper 1945
        - *パナスリッパー 1952

      - The Cobbler 1945

  - Bahram 1932　　---→バーラム系へ
  - Baber Shah 1933
  - His Grace 1933
  - Isolater 1933
  - Midstream 1933
    - Shannon 1941
      - County Clare 1950
      - Sea O Erin 1951
      - Clem 1954

    - *ミッドファーム 1952

  - Ninth Duke 1933

- サイアーライン上は全て種牡馬もしくは種牡馬入りを表明した馬。